# Oh Land (EP)
Oh Land è un EP della cantante danese omonima, pubblicato il 19 ottobre 2010.

## Tracce
1. Sun of a Gun – 3:25
2. White Nights – 3:45
3. We Turn It Up – 2:30
4. Rainbow – 3:21
5. Wolf & I – 4:35